# ...On The Way Of The Hunting Moon
Az ...On The Way Of The Hunting Moon a Bornholm első nagylemeze, ami 2005 május 28-án jelent meg a francia Melancholia Records kiadásában.

## Lemezfelvétel
A lemez felvételei és utómunkái a szerencsi Dream Stúdióban zajlottak 2003 januárban

## Kiadás
Az "...On The Way Of The Hunting Moon" 2005.május 28-án jelent meg a francia Melancholia Records által digipack CD és limited deluxe edition formátumban
A lemezborítót Ivan Siskin "Wind Fallen Trees" című festménye alapján Sallai Péter (Sahsnot) szerkesztette

## Videóklip
Hivatalos videóklip az Acheron című dalhoz készült 2005-ben

## Az album dalai
| #  | Cím                               | Szerző(k) | Hossz |
| -- | --------------------------------- | --------- | ----- |
| 1. | Northwind                         | Sahsnot   | 06:35 |
| 2. | ...On The Way Of The Hunting Moon | Sahsnot   | 04:58 |
| 3. | Hymn To The Forgotten Pagan Gods  | Sahsnot   | 06:51 |
| 4. | Acheron                           | Sahsnot   | 06:40 |
| 5. | The Age Of Death, Blood And Iron  | Sahsnot   | 06:05 |
| 6. | Orlog (The Norn's Chant)          | Sahsnot   | 04:44 |

## Közreműködők
- Vlad – ének
- Sahsnot – gitárok, basszusgitár, billentyűs hangszerek
- Gyöngyösi Ferenc – dobok